# Clarence Wilson
Pour les articles homonymes, voir Wilson.

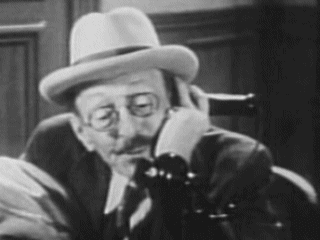
Clarence Wilson dans
Un hurlement dans la nuit (1933)

Clarence Wilson est un acteur américain, de son nom complet Clarence Hummel Wilson, né le 17 novembre 1876 à Cincinnati (Ohio), mort le 5 octobre 1941 à Los Angeles — Quartier d'Hollywood (Californie).

## Biographie
Clarence Wilson contribue comme second rôle de caractère (ou dans des petits rôles non crédités) à près de deux-cents films américains (une trentaine muets), entre 1920 et 1941, y compris plusieurs courts métrages de la série cinématographique Les Petites Canailles (dont son dernier film, sorti peu après sa mort).
Son deuxième film est Satan de Wallace Worsley (1920, avec Lon Chaney et Charles Clary). Parmi ses autres films notables, citons Tillie and Gus de Francis Martin (1933, avec W. C. Fields et Alison Skipworth), L'Extravagant Mr Ruggles de Leo McCarey (1935, avec Charles Laughton et Mary Boland), ou encore Vous ne l'emporterez pas avec vous de Frank Capra (1938, avec Jean Arthur, Lionel Barrymore et James Stewart). 

## Filmographie partielle
- 1920 : Satan (The Penalty) de Wallace Worsley
- 1920 : The Little Grey Mouse de James P. Hogan
- 1921 : Janette et son Prince  (Lovetime) de Howard M. Mitchell
- 1921 : Queenie de Howard M. Mitchell
- 1921 : Children of the Night de John Francis Dillon
- 1921 : The First Born de Colin Campbell
- 1921 : Oliver Twist, Jr. de Millard Webb
- 1921 : Cinderella of the Hills de Howard M. Mitchell
- 1921 : While the Devil Laughs de George W. Hill
- 1922 : The Glory of Clementina d'Émile Chautard
- 1922 : Héritage de haine (Gleam O'Dawn) de John Francis Dillon
- 1922 : Honor First de Jerome Storm
- 1922 : Chagrin de gosse (Trouble) d'Albert Austin
- 1923 : The Last Hour d'Edward Sloman
- 1923 : The Dangerous Maid de Victor Heerman
- 1923 : T'excite pas (Soft Boiled) de John G. Blystone
- 1924 : Le Petit Robinson Crusoë (Little Robinson Crusoe) d'Edward F. Cline
- 1927 : The Silent Avenger de James P. Hogan
- 1927 : Mountains of Manhattan de James Patrick Hogan
- 1927 : L'Aurore (Sunrise) de F. W. Murnau
- 1928 : Une fille dans chaque port (A Girl in Every Port) d'Howard Hawks
- 1929 : Woman Trap de William A. Wellman
- 1929 : Big News de Gregory La Cava
- 1930 : Il faut payer (Paid), de Sam Wood
- 1930 : Dangerous Paradise de William A. Wellman
- 1931 : The Front Page de Lewis Milestone
- 1931 : The Sea Ghost de William Nigh
- 1931 : Flying High de Charles Reisner
- 1931 : Ladies' Man de Lothar Mendes
- 1932 : Penguin Pool Murder de George Archainbaud
- 1932 : Aimez-moi ce soir (Love Me Tonight) de Rouben Mamoulian
- 1932 : Tout au vainqueur (Winner Take All) de Roy Del Ruth
- 1932 : Vingt Mille Ans sous les verrous (20,000 Years in Sing Sing) de Michael Curtiz
- 1932 : Papa amateur (Amateur Daddy) de John G. Blystone
- 1932 : Jewel Robbery de William Dieterle
- 1932 : The Famous Ferguson Case de Lloyd Bacon
- 1933 : Le Fils de Kong (Son of Kong) d'Ernest B. Schoedsack
- 1933 : Son dernier combat (en) (King for a Night) de Kurt Neumann
- 1933 : Tillie and Gus de Francis Martin
- 1933 : Her First Mate de William Wyler
- 1933 : The Girl in 419 d'Alexander Hall et George Somnes (en)
- 1933 : Un hurlement dans la nuit (A Shriek in the Night) d'Albert Ray
- 1934 : Les Nuits de New York (Now I'll Tell) d'Edwin J. Burke
- 1934 : L'Agent n° 13 (Operator 13) de Richard Boleslawski
- 1934 : Le Comte de Monte-Cristo (The Count of Monte Cristo) de Rowland V. Lee
- 1934 : A Successful Failure d'Arthur Lubin
- 1934 : Images de la vie (Imitation of Life) de John M. Stahl
- 1934 : Souvent femme varie (Forsaking All Others) de W. S. Van Dyke
- 1934 : La Fine Équipe (6 Day Bike Rider) de Lloyd Bacon
- 1935 : Meurtre au Grand Hôtel (The Great Hotel Murder) d'Eugene Forde
- 1935 : L'Extravagant Mr Ruggles (Ruggles of Red Gap) de Leo McCarey
- 1935 : Waterfront Lady (en) de Joseph Santley
- 1935 : Les Mains d'Orlac (Mad Love) de Karl Freund
- 1935 : The Winning Ticket de Charles Reisner
- 1935 : It's in the Air de Charles Reisner
- 1935 : When a Man's a Man d'Edward F. Cline
- 1936 : Bonne Blague (Wedding Present) de Richard Wallace
- 1936 : Educating Father de James Tinling
- 1936 : La Brute magnifique (Magnificent Brute) de John G. Blystone
- 1936 : En vadrouille (On the Wrong Trek'') de Charley Chase et Harold Law (court métrage)
- 1937 : Une étoile est née (A Star is born) de William A. Wellman
- 1937 : L'Incendie de Chicago (In Old Chicago) d'Henry King
- 1937 : La Joyeuse Suicidée (Nothing Sacred) de William A. Wellman
- 1938 : Vacances payées (Having Wonderful Time) d'Alfred Santell
- 1938 : Vous ne l'emporterez pas avec vous (You can't take it with you) de Frank Capra
- 1938 : Mam'zelle vedette (Rebecca of Sunnybrook Farm'') d'Allan Dwan
- 1938 : La Ruée sauvage (The Texans) de James P. Hogan
- 1938 : Les Pirates du micro (Kentucky Moonshine) de David Butler
- 1938 : Miss Manton est folle (The Mad Miss Manton) de Leigh Jason
- 1939 : Some Like It Hot, de George Archainbaud
- 1939 : Le Fils de Frankenstein (Son of Frankenstein) de Rowland V. Lee
- 1939 : Quick Millions de Malcolm St. Clair
- 1939 : Sur la piste des Mohawks (Drums Along the Mohawk) de John Ford
- 1940 : Les Révoltés du Clermont (Little Old New York) d'Henry King
- 1941 : Come Back, Miss Pipps (en) d'Edward L. Cahn (court métrage)